# Chambonchard
Chambonchard – miejscowość i gmina we Francji, w regionie Nowa Akwitania, w departamencie Creuse.
Według danych na rok 1990 gminę zamieszkiwało 116 osób, a gęstość zaludnienia wynosiła 9 osób/km² (wśród 747 gmin Limousin Chambonchard plasuje się na 498. miejscu pod względem liczby ludności, natomiast pod względem powierzchni na miejscu 498.).